# Resclosa de l'Escorxador
La Resclosa de l’Escorxador, també coneguda com a Resclosa Major, és una obra de Santa Coloma de Queralt, ubicada a la capçalera del riu Gaià, inclosa a l’Inventari del Patrimoni Arquitectònic de Catalunya.

## Descripció
Construcció de planta en forma d’arc, esglaonada en nou fileres, que en conjunt fan quatre metres d’alçada. Els carreus que la conformen tenen aproximadament 45 cm d’alçada i 10 cm d’amplada.

## Història
Es desconeix la data de construcció de la resclosa. Maria Lluïsa Cases considera que la referència d’una “peixera major” en una sentència emesa el 1280 es corresponen a l’actual Resclosa de l’Escorxador. En aquest document s’especifica que la “peixera” és d’ús comú i molt antiga.
La resclosa repartia l’aigua a cinc moliners fariners: el Nou, el de la Torre, el de Pocarull, el de Requesens i el Vell de Sant Gallard.
Josep Maria Mateu apunta que el 1939 “va estar a punt d’eliminar-se per abaixar el llit del riu” i que “uns anys abans va resultar afectada per la construcció de clavegueram”. Altres desperfectes produïts durant el segle xx, segons Mateu, són la supressió de la primera filera de pedres als anys seixanta (per culpa d’una rubinada) i la desaparició de “tota la paret que anava des de la reclosa fins a l’hort de l’Abadia”, per l’existència d’un abocador. A finals de 2020 es va executar un projecte de millora dels talussos per protegir el marge dret del riu Gaià.